# Опглаббек
Опглаббек (на нидерландски: Opglabbeek) е селище в Североизточна Белгия, окръг Хаселт на провинция Лимбург. Намира се на 20 km североизточно от град Хаселт. Населението му е около 9610 души (2006).